# Налисник

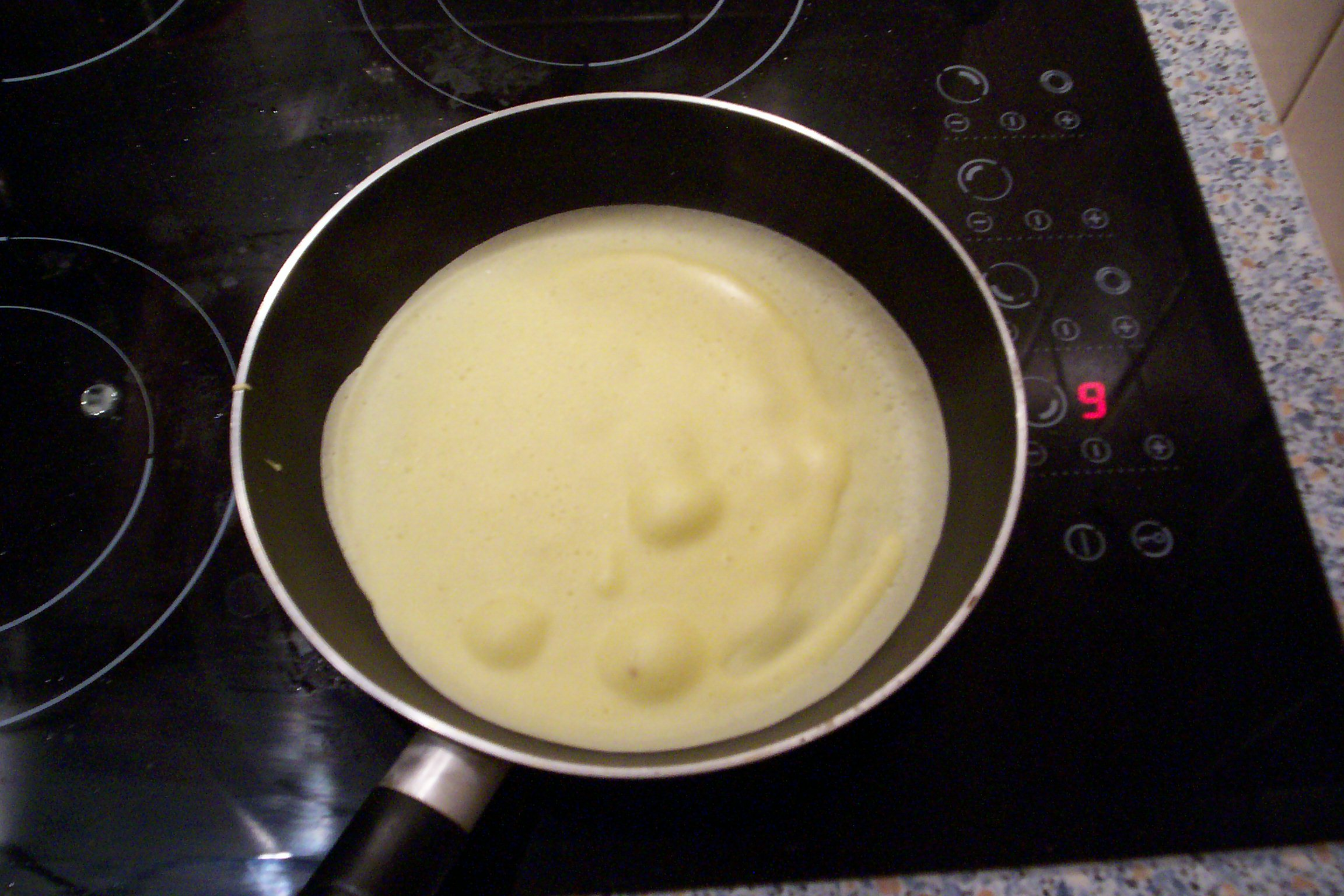
Тісто для млинців на сковороді

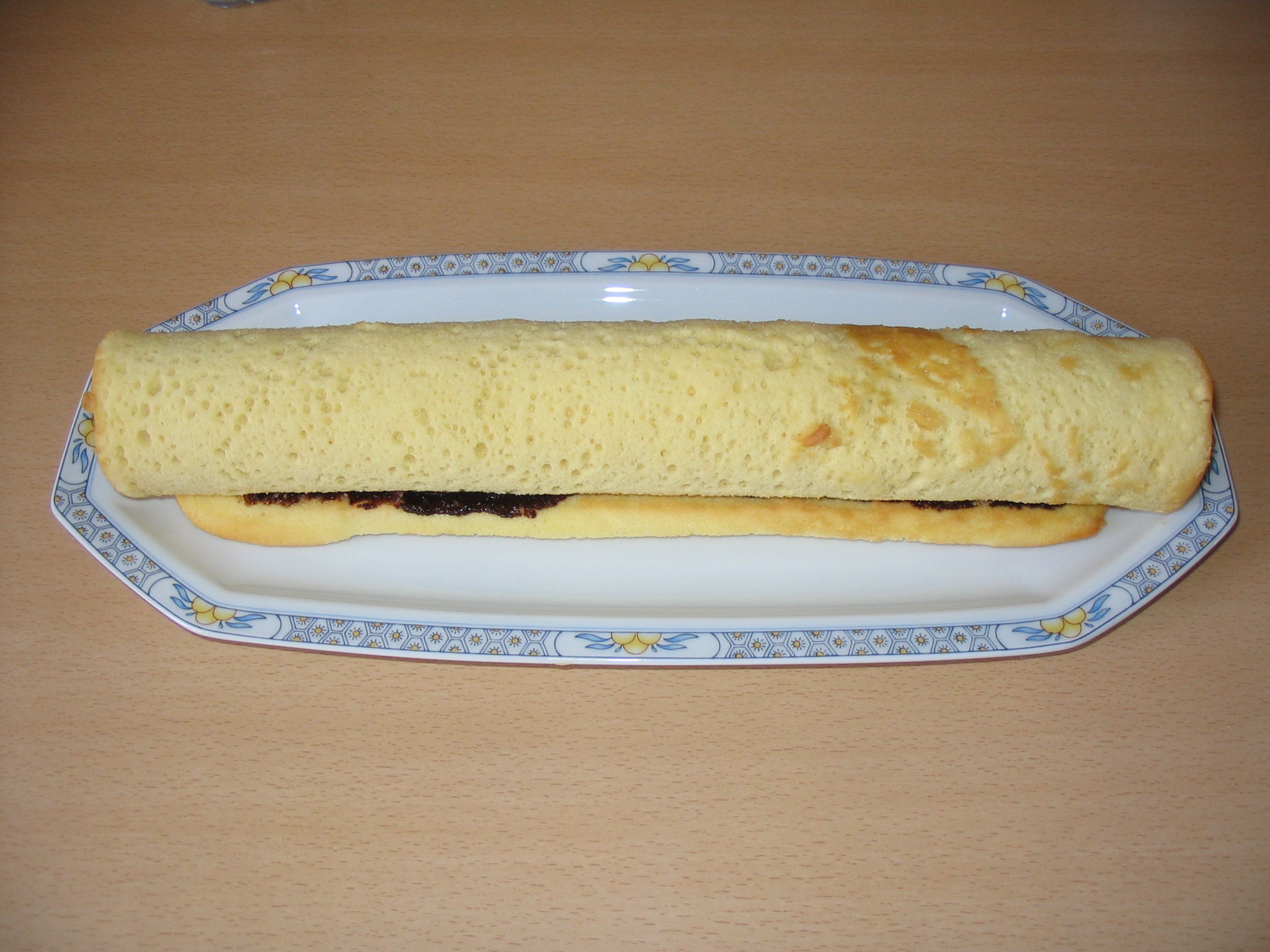
Згорнутий налисник з джемом

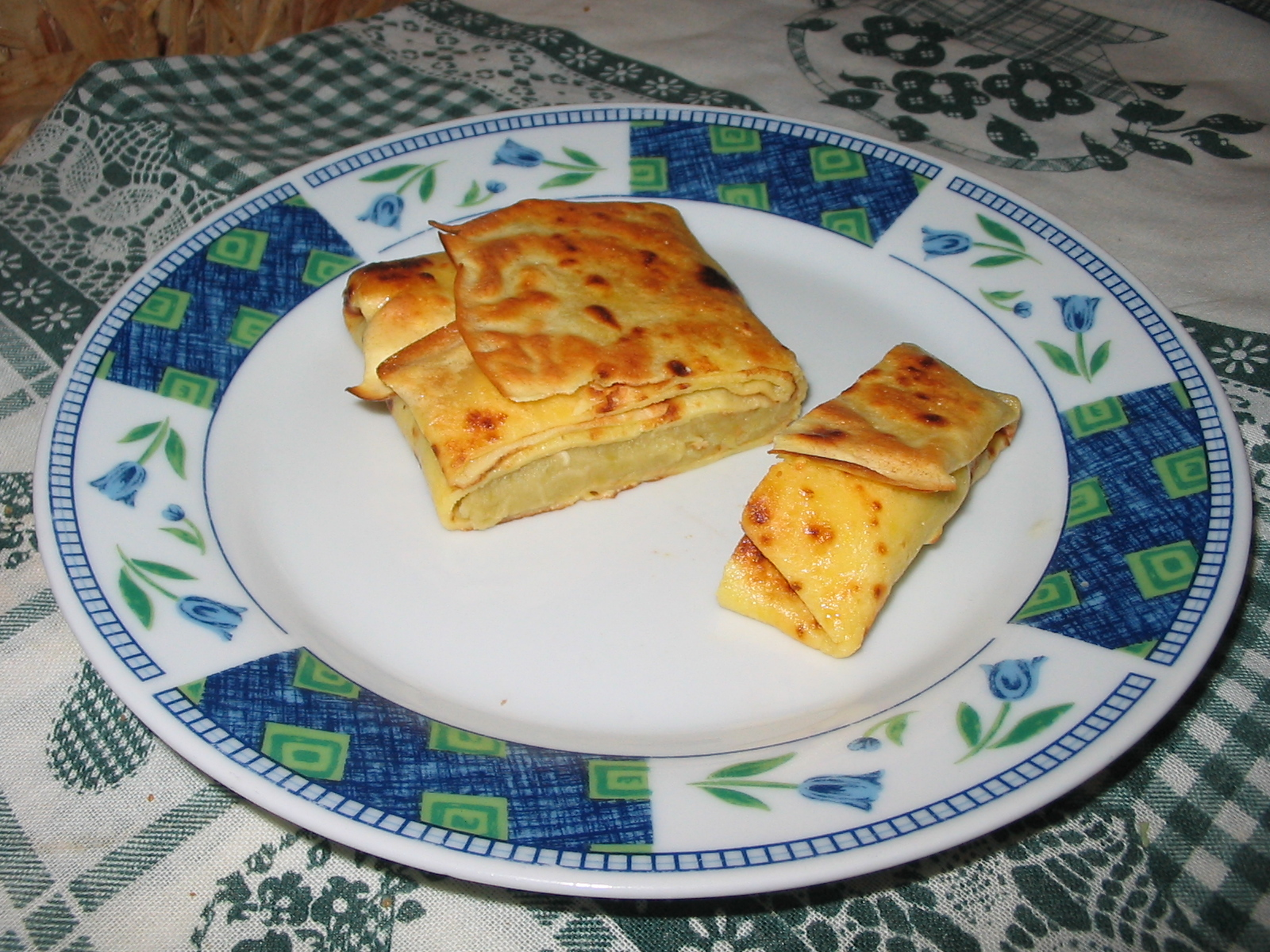
Налисники з начинкою

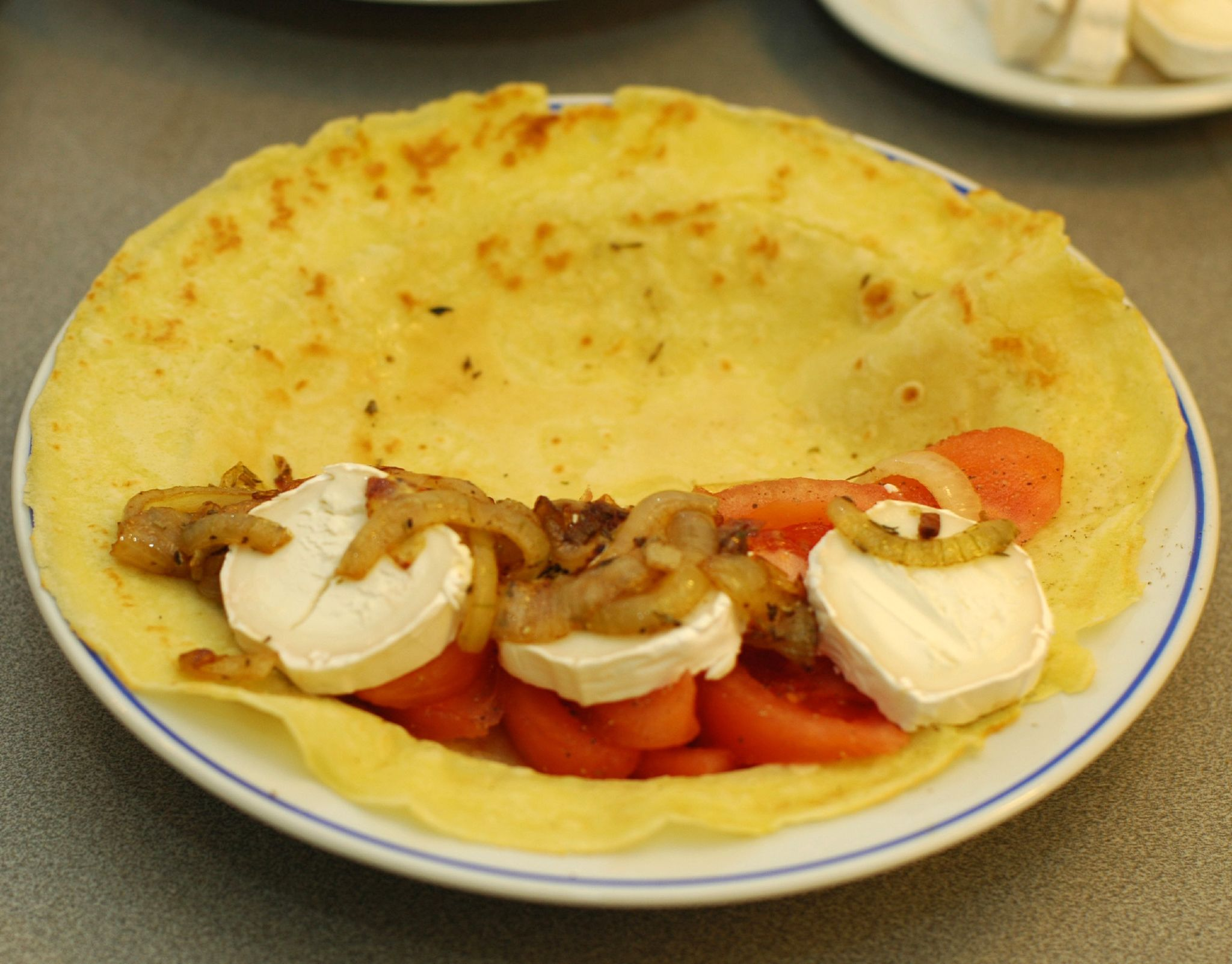
Налисник з помідорами, козячим сиром і цибулею

Нали́сники — тонкі млинці з начинкою, найчастіше з кисломолочним сиром. 
Правдоподібно, слово «налисник» походить від словосполучення «на листі», тобто це був корж, спечений на великому капустяному листі або на деку.
Млинці для налисників виготовляють з прісного яєчного рідкого тіста на гарячій пательні, змащеній жиром. Обсмажені млинці начиняють і згортають або складають. 
Налисники начиняють домашнім сиром, варенням, грибами, м'ясом, ягодами, родзинками, відвареними крупами, риб'ячою ікрою тощо. 
Часто налисники злегка повторно обсмажують, пасерують або запікають. Подають зі сметаною чи закусками.
Це традиційна страва української кухні, а також білоруської та польської.
У польській кухні є дещо інший варіант страви, яку називають крокети. Для виготовлення крокетів налисники заповнюють м’ясною, овочевою, грибною чи іншими начинками, а після згортання їх панірують і обсмажують. 

## Дивись також
- Млинці
- Креп
- Перепічка
- Панкейк